# Mesedi
Mesedi je bila osebna telesna straža hetitskih kraljev. Poveljeval ji je gal mesedi, ki je v hetitski družbi zasedal zavidljivo visok položaj. Stalna telesne straža je štela dvanajst  kopjanikov, ki so spremljali kralja cel dan in kamorkoli je šel, enota kot celota pa je štela verjetno veliko več mož, ker so se morali stražarji menjavati.  Obstajala je tudi rezervna  enota dvanajstih kopjanikov, znana kot  "zlati kopjaniki," ki je služila kot okrepitev in verjetno nadzor prve. Primarna naloga telesne straže je bila ščititi kralja pred morilci, saj so bili umori med hetitskim plemstvom dokaj pogosti. Pomembno vlogo je igrala tudi na praznovanjih.